# Jessy De Smet
Jessy De Smet (Zottegem, 8 juli 1976) is een Belgische dancezangeres, die vooral bekend is onder de naam Jessy.

## Jeugd
Jessy groeide op in een zeer muzikaal gezin. Haar moeder was actief als zangeres en haar vader was pianist. Beiden speelden ze in orkesten. Jessy zette haar eerste muzikale stappen in zo'n orkest op achtjarige leeftijd. Omdat haar ouders wekelijks optraden in het orkest van Willy Sommers vroeg Willy Jessy om het lied Twee Vrienden met hem op te nemen.
Ongeveer anderhalf jaar later werd een tweede single opgenomen met Marijn Devalck, een dorpsgenoot van Jessy. De opbrengsten van het liedje Vang het licht worden gedoneerd aan de Belgische Stichting voor Autisme.
Toen Jessy twaalf was, trad ze elke week op met haar ouders onder de naam Jennyfer-Band.

## Mackenzie feat. Jessy
In 1996 leerde ze de mensen van de dancegroep The Mackenzie kennen en namen ze samen de single I am free op, waarvan ze - net als van het meeste van haar werk - ook tekstschrijfster was. Deze deed het heel goed in de discotheken, maar werd geen commercieel succes. De eerste stapjes werden echter gezet en men besloot verder te gaan onder de naam Mackenzie feat. Jessy. Latere singles werden Love - You got to get up, zonder succes in de hitlijsten echter.
Pas in 1998 leerde het grote publiek de groep kennen. Ze brachten toen de single Innocence uit. Het succes van deze single werd bekroond met een gouden plaat en de Ultratop Dance Award 1998. Ook opvolger Falling in love werd bekroond met goud.
In 1999 werd het album Angel uitgebracht. Dit album kreeg een TMF Award voor Beste album nationaal.
Later werden nog een aantal singles uitgebracht, waarvan All I need het succesvolst was. De laatste Mackenzie feat. Jessy single werd Walk Away, uitgebracht in april 2001.
Naar eigen zeggen lag Jessy bij The Mackenzie onder een "wurgcontract".

## Solo
In 2001 besloot Jessy om The Mackenzie te verlaten. Ze wilde een rustpauze inlassen om opnieuw plezier te beleven aan het optreden. Dat vindt ze in de optredens met de covergroep Made in Belgium.
In 2002 tekende Jessy een contract bij platenmaatschappij Mostiko en ging ze samenwerken met producers Regi Penxten en Filip Vandueren. Dat resulteerde in de single Look @ me now. Het nummer belandde onmiddellijk in de top 10 van de Ultratop 50. Jessy besloot om de samenwerking met de producers voort te zetten en er volgden nog enkele singles. In 2004 kwam er het eerste soloalbum van Jessy: Rain. Daarna werd het even stil.
In 2005 kwam er een nieuwe single My star. Voor dit nummer koos Jessy met Verheyen & Vanvaeck andere producers. De single was meer elektro-pop dan dance.
In 2006 maakte Micky Modelle een remix van het nummer Dancing in the dark. In België werd het nummer geen groot succes, maar in enkele andere landen werd het nummer een hit. Het duo nam vervolgens ook de single Over you op.
In 2007 werkte Jessy aan haar nieuw album. Eind 2007 brengt ze samen met zangeres Linda Mertens het duet Getting out uit.
In 2009 verzorgde Jessy de vocals in het nummer Can't get enough van de Belgische producer Michael Beltran, en in het nummer All is love van de Duitse dansact SASH!. De Europese release stond gepland voor oktober-november, maar werd uiteindelijk geschrapt. Aan het eind van het jaar verscheen Missing, een cover van de 90's-hit van Everything But The Girl.
In 2011 waagde de zangeres zich nogmaals aan een cover van een hit uit de jaren 90, deze keer Think About The Way van Ice MC. DJ Rebel produceerde het lied. Later dat jaar werkte Jessy samen met de Amerikaanse rapper Kaliq Scott voor het zelfgeschreven Angel. Het werd de voorloper van haar eerste greatest-hitsalbum: "The Ultimate Jessy".
In 2012 bracht Jessy de samenwerking "Move Your Body" met dj X-Tof uit en er verscheen een nieuwe versie van Innocence, haar grote hit waarmee het allemaal begon. Het idee bestond al lang om deze hit opnieuw uit te brengen, maar Jessy wou het enkel doen als Regi Penxten (de man achter Milk Inc.) de remake zou produceren. Regi stemde in en de herwerkte versie, samen met Abie Flinstone, werd een grote hit. Aan het eind van het jaar kwam Impossible uit, een samenwerking met dj Ian Prada.
Eind maart 2013 verscheen de nieuwe single Nothing At All. Deze werd voorgesteld tijdens de anne Awards.
Eind 2013 verscheen de single "Bring Me Back To Life", een samenwerking met Wolfpack. De release, na enkele popsongs nog eens een echte clubtrack van Jessy, ging onopgemerkt voorbij.
In 2014 werkte Jessy verder aan de opnames van een nieuw album. De release van dat album stond gepland voor later dat jaar. De voorloper van het album verscheen op 29 september: "Stars".
In 2015 kondigde ze haar afscheid als dancezangeres aan.

## Discografie

### Albums
| Album met hitnotering(en) in de Vlaamse Ultratop 200 albums | Datum van verschijnen | Datum van binnenkomst | Hoogste positie | Aantal weken | Opmerkingen       |
| ----------------------------------------------------------- | --------------------- | --------------------- | --------------- | ------------ | ----------------- |
| Angel                                                       | 1999                  | 01-05-1999            | 1(3wk)          | 19           | met The Mackenzie |
| Rain                                                        | 2004                  | 10-07-2004            | 46              | 8            |                   |
| The ultimate Jessy - Best of 1995-2012                      | 25-11-2011            | 03-12-2011            | 33              | 14*          | Verzamelalbum     |

### Singles
| Single met hitnotering(en) in de Vlaamse Ultratop 50 | Datum van verschijnen | Datum van binnenkomst | Hoogste positie | Aantal weken | Opmerkingen                                           |
| ---------------------------------------------------- | --------------------- | --------------------- | --------------- | ------------ | ----------------------------------------------------- |
| I am free                                            | 1996                  | -                     |                 |              | met The Mackenzie                                     |
| Love - You got to get up                             | 1998                  | -                     |                 |              | met The Mackenzie                                     |
| Innocence                                            | 1998                  | 09-05-1998            | 6               | 24           | met The Mackenzie / Nr. 6 in de Radio 2 Top 30 / Goud |
| Falling in love                                      | 1998                  | 12-09-1998            | 4               | 12           | met The Mackenzie / Nr. 4 in de Radio 2 Top 30 / Goud |
| I am free                                            | 1998                  | 31-10-1998            | 26              | 5            | met The Mackenzie / Nr. 26 in de Radio 2 Top 30       |
| Alive                                                | 1998                  | 21-11-1998            | 7               | 14           | met The Mackenzie / Nr. 7 in de Radio 2 Top 30        |
| Out of control                                       | 1999                  | 10-04-1999            | 10              | 7            | met The Mackenzie / Nr. 10 in de Radio 2 Top 30       |
| The rain                                             | 1999                  | 14-08-1999            | 12              | 11           | met The Mackenzie / Nr. 12 in de Radio 2 Top 30       |
| Emotions                                             | 1999                  | 04-12-1999            | 23              | 5            | met The Mackenzie / Nr. 23 in de Radio 2 Top 30       |
| Be my lover                                          | 2000                  | 29-04-2000            | 25              | 4            | met The Mackenzie / Nr. 25 in de Radio 2 Top 30       |
| For you                                              | 2000                  | 23-09-2000            | 20              | 9            | met The Mackenzie / Nr. 20 in de Radio 2 Top 30       |
| All I need                                           | 2000                  | 23-12-2000            | 6               | 17           | met The Mackenzie / Nr. 6 in de Radio 2 Top 30        |
| Walk away                                            | 2001                  | 26-05-2001            | 25              | 5            | met The Mackenzie                                     |
| Look @ me now                                        | 2002                  | 14-09-2002            | 8               | 20           |                                                       |
| Head over heels                                      | 2003                  | 19-07-2003            | 11              | 14           |                                                       |
| How long (Point of no return)                        | 2004                  | 29-05-2004            | 19              | 8            |                                                       |
| Silent tears                                         | 2004                  | 02-10-2004            | 14              | 8            |                                                       |
| Dancing in the dark                                  | 2004                  | 25-12-2004            | 41              | 8            |                                                       |
| My Star                                              | 2005                  | 26-11-2005            | 27              | 11           | met Verheyen & Vanvaeck                               |
| Dancing in the dark (remix)                          | 2006                  | 29-07-2006            | tip7            | -            | met Micky Modelle                                     |
| Getting out                                          | 21-12-2007            | 02-02-2008            | 45              | 2            | met Linda                                             |
| Missing                                              | 22-02-2010            | 06-03-2010            | 16              | 3            |                                                       |
| All is love                                          | 14-06-2010            | 24-07-2010            | tip16           | -            | met Sash!                                             |
| Think about the way 2011                             | 04-04-2011            | 23-04-2011            | 37              | 4            | met DJ Rebel                                          |
| Angel                                                | 2011                  | 03-12-2011            | 35              | 5            | met DJ Rebel & Kaliq Scott                            |
| Innocence '12                                        | 05-03-2012            | 17-03-2012            | 7               | 10           | met Abie Flinstone                                    |
| Missing                                              | 2012                  | 14-04-2012            | 28              | 2            | met Dennis                                            |
| Impossible                                           | 14-7-2012             | 21-07-2012            | 25              | 8            | met Ian Prada                                         |
| Nothing at all                                       | 2013                  | 06-04-2013            | 25              | 1*           |                                                       |
| Bring Me Back To Life                                | 2013                  | 18-11-2013            |                 |              |                                                       |
| Stars                                                | 2014                  | 29-09-2014            |                 |              |                                                       |

- International Standard Name Identifier: 0000 0000 4868 959X
- Library of Congress Control Number: no2006104313
- MusicBrainz: ba9f7b30-3fc7-4cb4-af39-5925f33b8f93
- Virtual International Authority File: 29293493
- WorldCat: E39PBJymB9G48dKPb3pTFBhyh3